# 利沃納 (北達科他州)
利沃納（英語：Livona）是位於美國北達科他州埃蒙斯縣的非建制地區。

## 歷史
利沃納的郵局於1883年設立，其後於1955年停運。

## 地理
利沃納所處的海拔為高於海平面507米（即1663英呎），而該地所採用的時區為UTC-6，即北美中部时区（CST）。同時該地設有夏令時間，為UTC-6調快一小時，即UTC-5（CDT）。